# Drummond (hrad)
Hrad Drummond se nachází ve skotské správní oblasti Perth and Kinross. Je znám svými barokními terasovitými zahradami, díky kterým se hrad dostal na Zákonný seznam budov zvláštního architektonického nebo historického významu.

## Historie

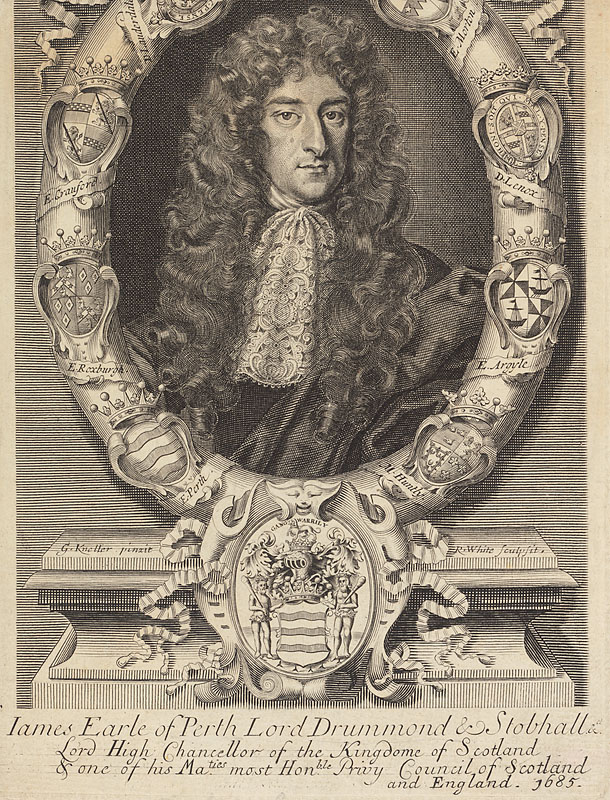
James Drummond, 1. vévoda z Perthu a 4. hrabě z Perthu (1648–1716) inicioval obnovu hradu po anglické občanské válce

Území, na kterém se hrad Drummond rozkládá, patřilo už od 14. století skotskému klanu Drummondů. Kolem roku 1490 nechal sir John Drummond na tomto místě vystavět gotickou obytnou věž, rozšířenou v roce 1605 za sira Jamese Drummonda o obytný palác. Jeho mladší bratr John Drummond, druhý hrabě z Perthu, nechal mezi léty 1630–1636 zřídit první terasovitou zahradu. Slibný rozvoj šlechtického sídla zastavila anglická občanská válka (1642–1651), během níž byl hrad poškozen vojsky Olivera Cromwella.
Obnova chátrající rezidence byla zahájena až koncem 80. let 17. století za Jamese Drummonda, prvního vévody z Perthu a čtvrtého hraběte z Perthu (1648–1716), který se během Slavné revoluce postavil na stranu katolického anglického krále Jakuba II. Stuarta. Poté, co byl Jakub II. z Anglie vyhnán svým zetěm Vilémem III. Oranžským, uprchl vévoda z Perthu do Francie, avšak jeho dědicové si hrad ve svém vlastnictví podrželi. Protože však Drummondové podporovali jakobitské hnutí, bylo jim jejich sídlo z rozhodnutí krále Jiřího II. v roce 1750 zkonfiskováno. Hrad byl poté až do roku 1784 pod dohledem královských správců.
Zpět do rukou rodu Drummondů se sídlo dostalo v roce 1784, kdy jej odkoupil James Drummond, první baron z Perthu, který započal s opravami hradu i zahrad. V rekonstrukčních pracích pokračovali i jeho potomci z rodu Drummond-Willoughby. V roce 1842 byl Drummond navštíven britskou královnou Viktorií. Od konce 20. století jsou hrad i zahrady majetkem Jane Heathcote-Drummond-Willoughby, 28. baronky Willoughby de Eresby; hrad je, na rozdíl od zahrad, veřejnosti nepřístupný.

## Hrad ve filmu

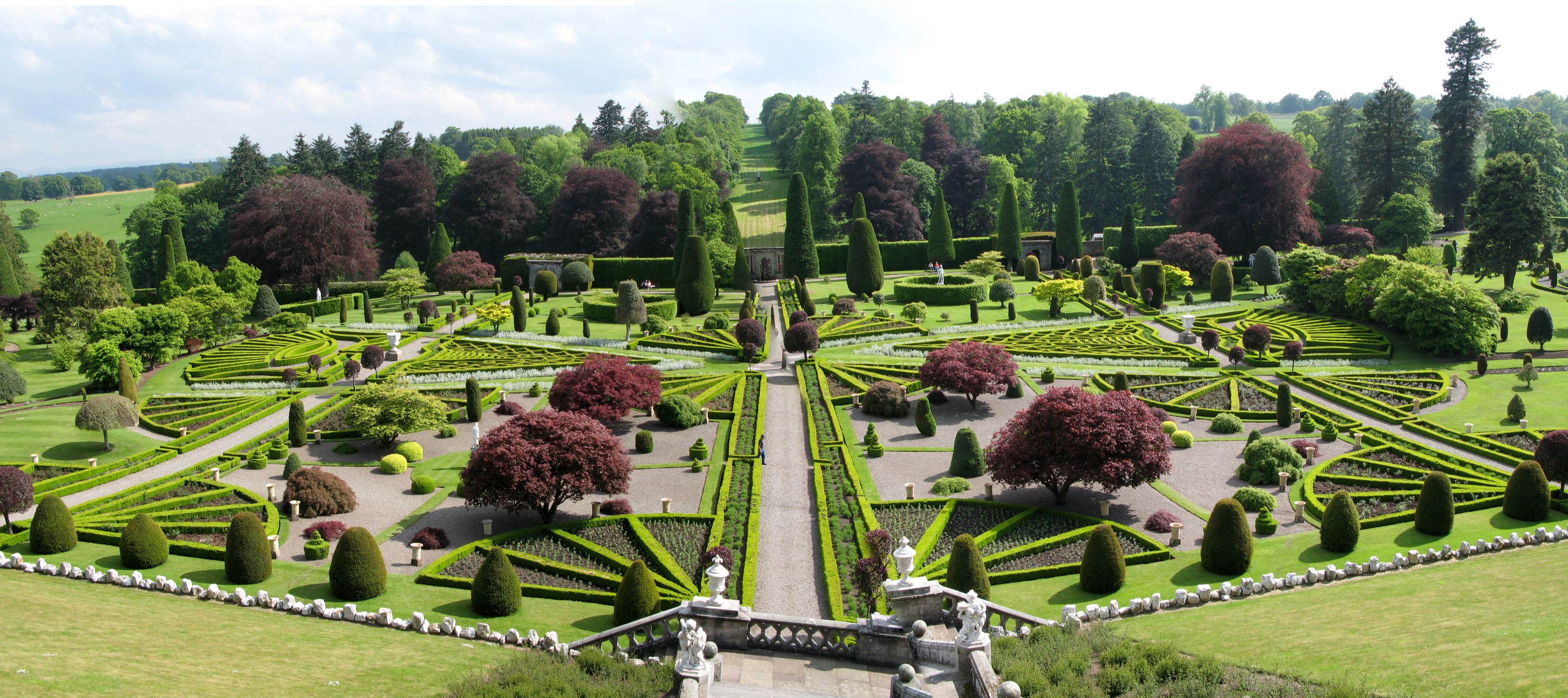
Terasovité zahrady

Roku 1995 se v areálu hradu Drummond natáčel britský historický film Rob Roy, kde Drummond představoval sídlo markýze Jamese Grahama (John Hurt).
Zahrady se rovněž objevily ve druhé sérii amerického seriálu Cizinka (2016) v roli zahrad francouzského královského paláce ve Versailles.